# Scleropactes tatei
Scleropactes tatei är en kräftdjursart som beskrevs av Van Name 1936. Scleropactes tatei ingår i släktet Scleropactes och familjen Scleropactidae. Inga underarter finns listade i Catalogue of Life.